# Le Plus Bel Âge
Pour plus de détails, voir Fiche technique et Distribution.
Le Plus Bel Âge est un film français réalisé par Didier Haudepin sorti en 1995.

## Synopsis
Peu de temps après sa rentrée en classes préparatoires d'un grand lycée parisien, en pleine période de bizutage, Delphine est l'unique témoin du suicide de Claude, une fille d'une autre classe. Elle retrouve gravé sur une table deux prénoms : « Axel et Claude ».

## Fiche technique
- Réalisation : Didier Haudepin
- Scénario : Didier Haudepin, Claire Mercier
- Musique : Alexandre Desplat
- Image : Jean-Marc Fabre
- Durée : 85 minutes
- Date de sortie : 13 septembre 1995

## Distribution
- Élodie Bouchez : Delphine
- Melvil Poupaud : Axel
- Sophie Aubry : Claude
- Gaël Morel : Bertrand
- Myriam Boyer : la mère de Delphine
- Marcel Bozonnet : le professeur de khâgne
- Benjamin Mercier : Pierre
- Bégonia Zuazaga : Bégonia
- Nicolas Koretzky : André
- Estelle Larrivaz : Estelle
- Vincent Elbaz : Marcel
- Sylvie Testud : Sylvie
- Frédéric Quiring : Patrick